# Кіцбюельські Альпи
Кіцбюельські Альпи (нім. Kitzbüheler Alpen або Kitzbühler Alpen) — гірський хребет Центральних Східних Альп, що оточує місто Кіцбюель в Тіролі, Австрія. Геологічно вони є частиною західної сланцевої зони (граувакової зони).

## Розташування
Дві третини Кіцбюельських Альп знаходяться в австрійській землі Тіроль, решта третини — у землі Зальцбург. Вони мають завдовжки зі сходу на захід близько 80 км та завдовжки від 25 до 35 км. Вони простягаються від долини Циллерталь і Туксських Альп на заході до річки Залах і Целль-ам-Зее на Целлерзее на сході. На півдні вони межують з Циллертальськими Альпами та гірським хребтом Високий Тауерн з іншого боку річки Зальцах, на півночі з річкою Інн і Північними Вапняковими Альпами.
Межа регіону прямує уздовж долини Зальцах через Целль-ам-Зее, де Зальцах повертається на північ, до Заальфельдена. Його північна межа прямує зі сходу на захід від сточища Заальфельден вздовж долини Леогангер-Ахе до перевалу Грисен, а звідти через долину Піллерзее, Леукенталь і Зелландль до Вергля і Куфштайна. Його північно-західна межа утворена долиною Інн між Верглем і Єнбахом.
Кіцбюельські Альпи поділяються Кіцбюелер-Ахе на Глеммтальські Альпи на сході (Зальцбург) і Кельхзауські Альпи на заході. Найвища вершина Кіцбюельських Альп — Кройцйох на південному заході гірського масиву на північний захід від Герлоса на висоті 2558 метрів над рівнем моря. Загальна висота піків поступово знижується від приблизно 2500 м на заході до приблизно 2000 м на сході. Іншими важливими вершинами є Західний Зальцахгайер (2469 м), Крендльгорн (2444 м), Великий Реттенштайн (2366 м), Гайсштайн (2363 м), Вільдзелодер (2118 м), Великий Байль (2309 м), Великий Гальтенберг (2425 м), Кітцбюлер-Горн (1996 м), Високий Сальве (1828 м), Ганенкамм (1712 м) і Шміттенгое (1965 м). Популярними гірськими напрямками на краю долини Інн є Пельфен (1595 м) і Гратльшпіц (1899 м).
Кітцбюельські Альпи знаходяться в регіонах Санкт-Йоганн в Тиролі, Кіцбюель та його околиці, Піллерзеталь, Бріксенталь, Вільдшенау та Альпбах.
Туристичний регіон Кіцбюельські Альпи охоплює лише частину географічних Кітцбюельських Альп.
У Кіцбюельських Альпах порівняно небагато крутих гірських вершин, тому вони добре підходять для прогулянок і катання на лижах. У цьому районі є кілька великих гірськолижних курортів як у Тиролі, так і в Зальцбурзі. Зальцбурзькі Сланцеві Альпи є геологічно пов'язаним розширенням гір на схід. Хребет Пінцгау проходить через обидва хребти у напрямку схід-захід. 

## Геологія
Кіцбюельські Альпи належать до грауваккової зони і в основному складаються зі сланців і філітів. Профілі вершини гір і цирки відносно гладкі; їхні схили переважно зелені з численними альпійськими луками. Попри це, скельні утворення з вапняку та доломіту трапляються, наприклад, на Великому Реттенштайні.
У західній частині Кітцбюельських Альп більшість долин тягнеться з півночі на південь; на сході переважно орієнтовані схід-захід. Альпійська географічна причина цього — вражаюча поздовжня западина річки Зальцах. Цей так званий розлом північного краю Тауерну (Tauernnordrand-Störung) відіграв важливу роль під час альпійської складчастості і навіть сьогодні утворює чіткий ландшафт і геологічну межу з трьохтисячниками Високого Тауерну.
Західна межа гірського хребта петрографічно менш чітка, оскільки тут її перехід до інсбрукських кварцових філітів не чіткий. Навпаки, на північному заході та півночі (долина Інн біля Шваца, Бріксенталя та Штайнернес Мера) різниця між м’яко складчастим сланцем та вапняком і доломітовою скелею Вапнякових Альп вражає спостерігача в очі.
Основні породи Кітцбюельських Альп поділяються на дві групи за віком, причому старші породи, ймовірно, відносяться до ордовицького періоду. Наприклад, глибоко підземний комплекс сланцю Вільдшенау досить однорідний і не містить скам’янілостей взагалі, лише вулканічні відкладення. Над ним лежить слабометаморфізована вулканічна порода товщиною до 600 метрів, що складається з кварцових порфіроїдів і туфу, головним чином на заході (Hohe Salve, Hahnenkamm і Wildseeloder).
Поверх порфіроїдів лежать різноманітні горизонтальні пласти сланцю силурійського періоду, які часто глинисто-піщані зверху. В околицях самого Кітцбюеля також можна знайти силурійські вапняки, а на заході — сірий крупнозернистий доломіт Швац, який переходить на схід, біля Леогангу, у доломіт Спілберга. Також представлений період після Вариска з його Rotliegendes (червоними сланцями) і товстими пісковиками з Пермоскіту. Усі ці послідовні шари зони граувакки, ймовірно, разом із шарами Північних вапнякових Альп були перекинуті на північний край Альп під час альпійського горотворення з регіону відкладень далеко на півдні.